# Mexamage corrugata
Mexamage corrugata är en ringmaskart som beskrevs av Fauchald 1972. Mexamage corrugata ingår i släktet Mexamage och familjen Ampharetidae. Inga underarter finns listade i Catalogue of Life.